# Arcfox

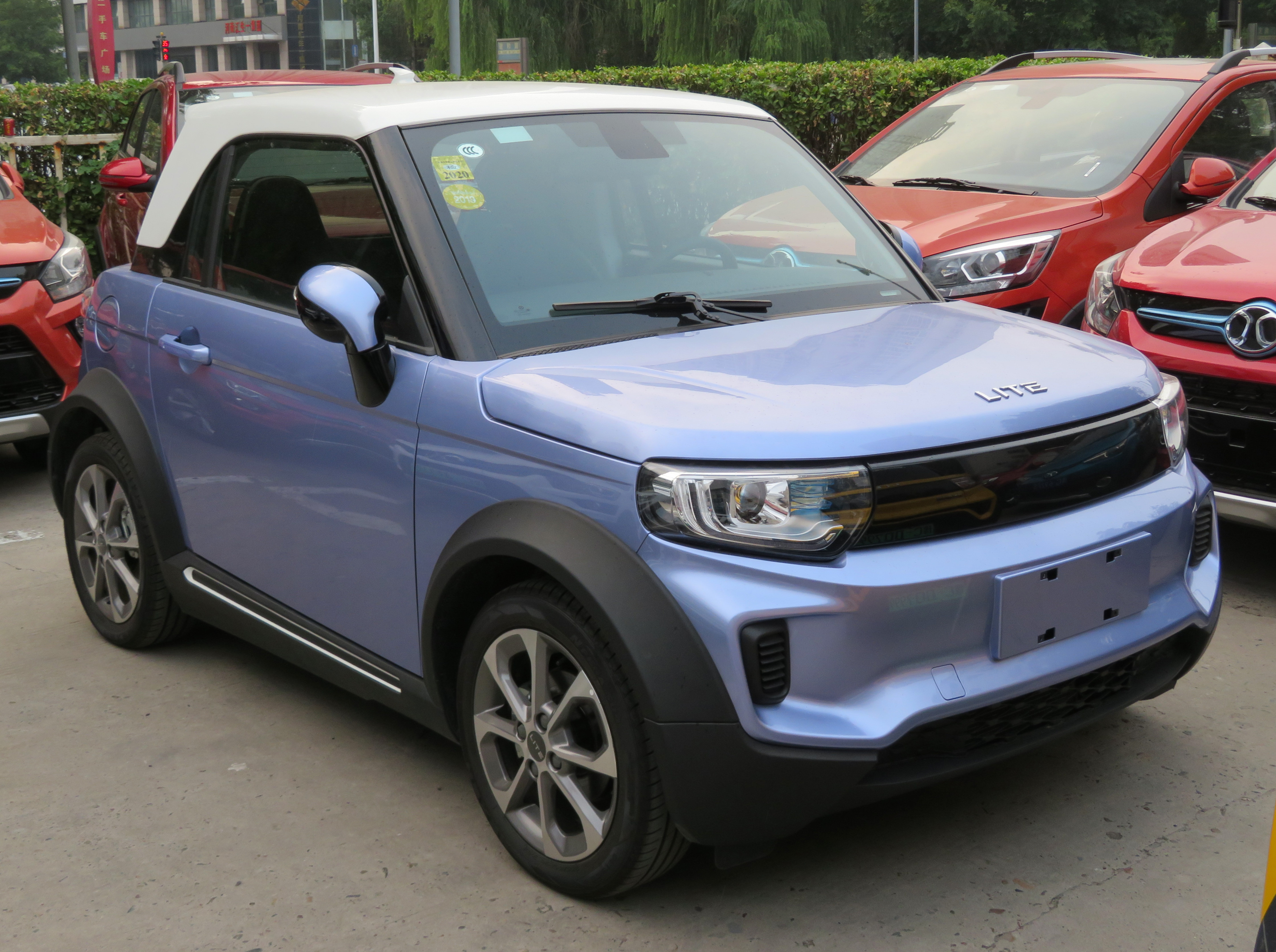
Arcfox Lite

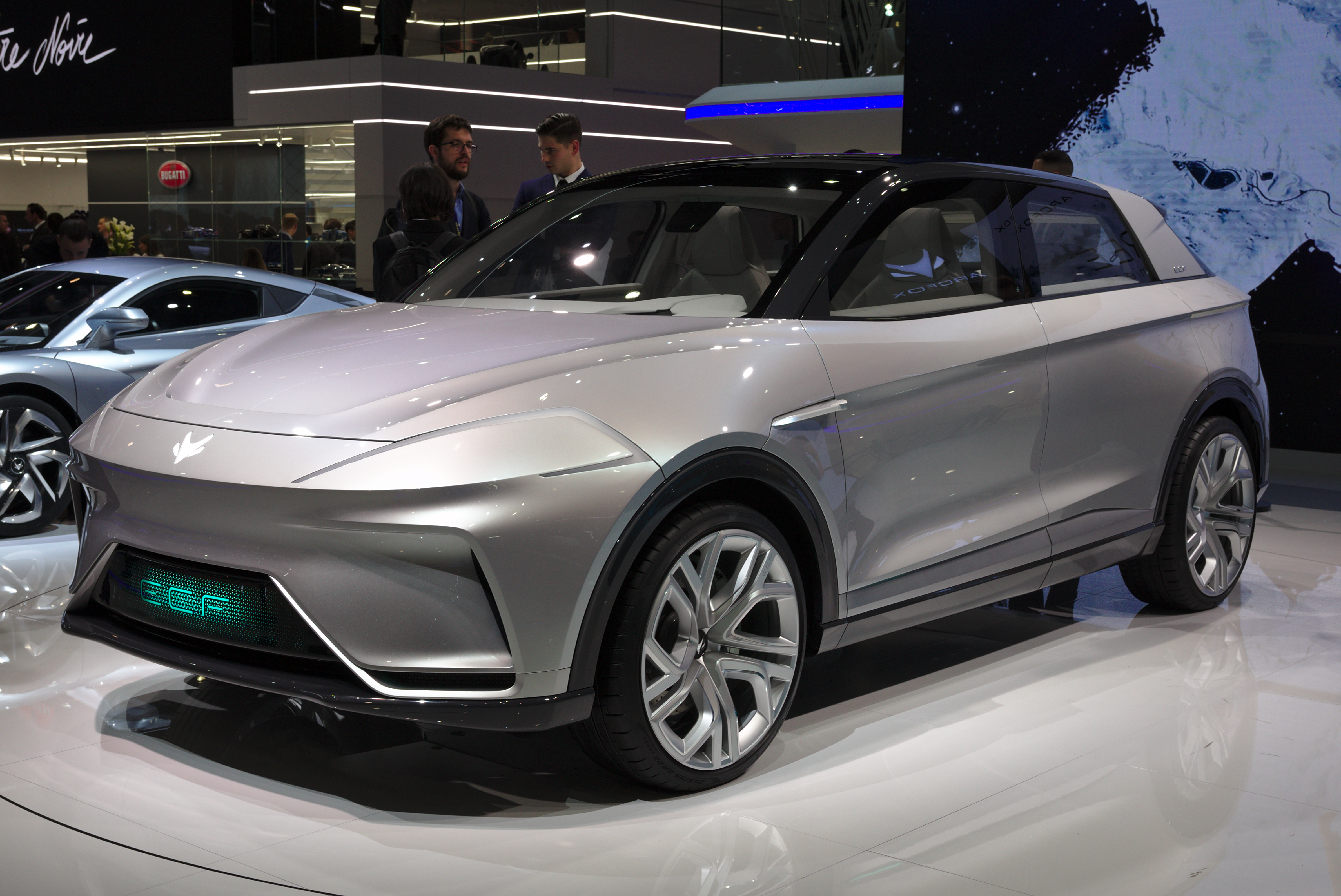
Arcfox ECF

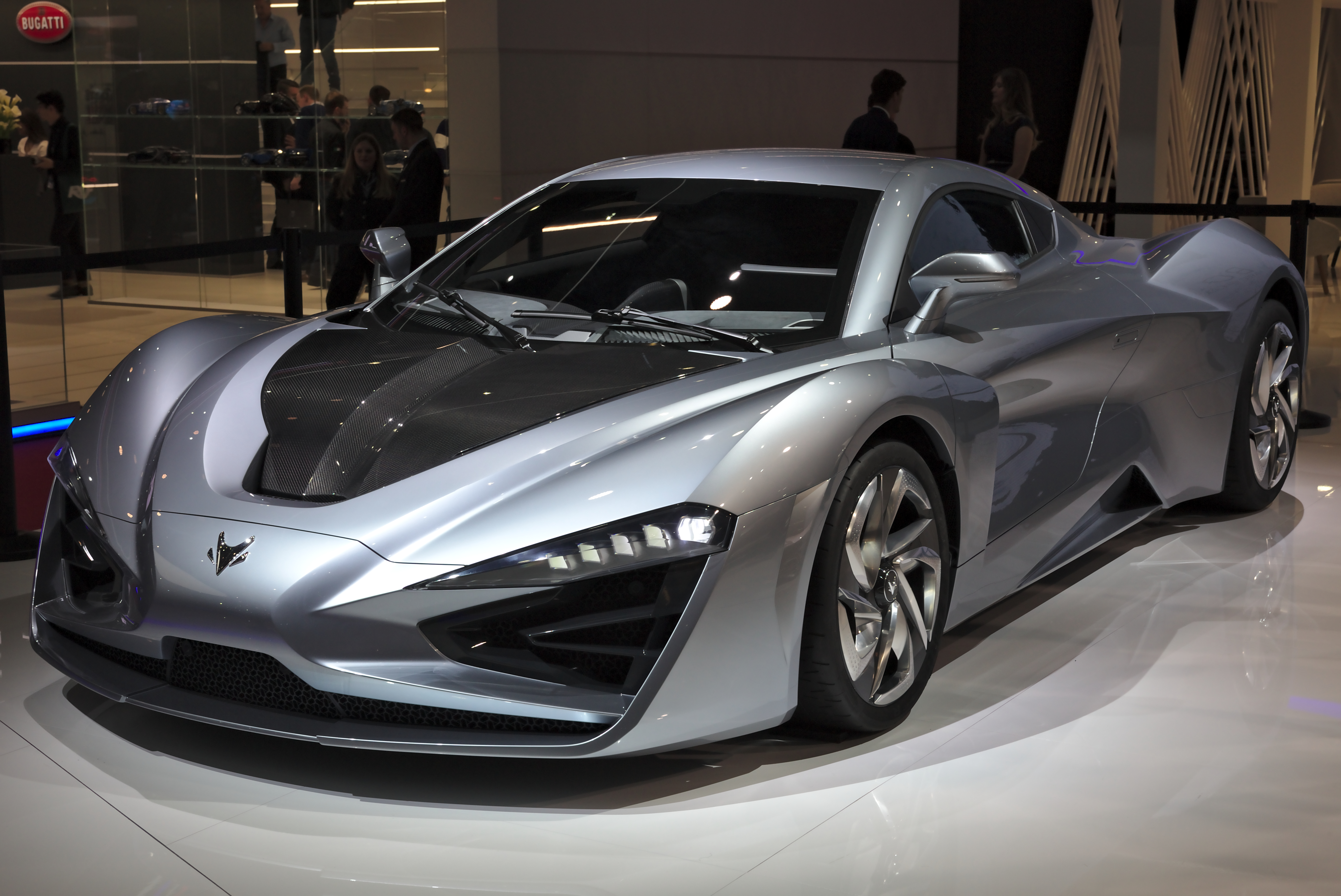
Arcfox GT Street

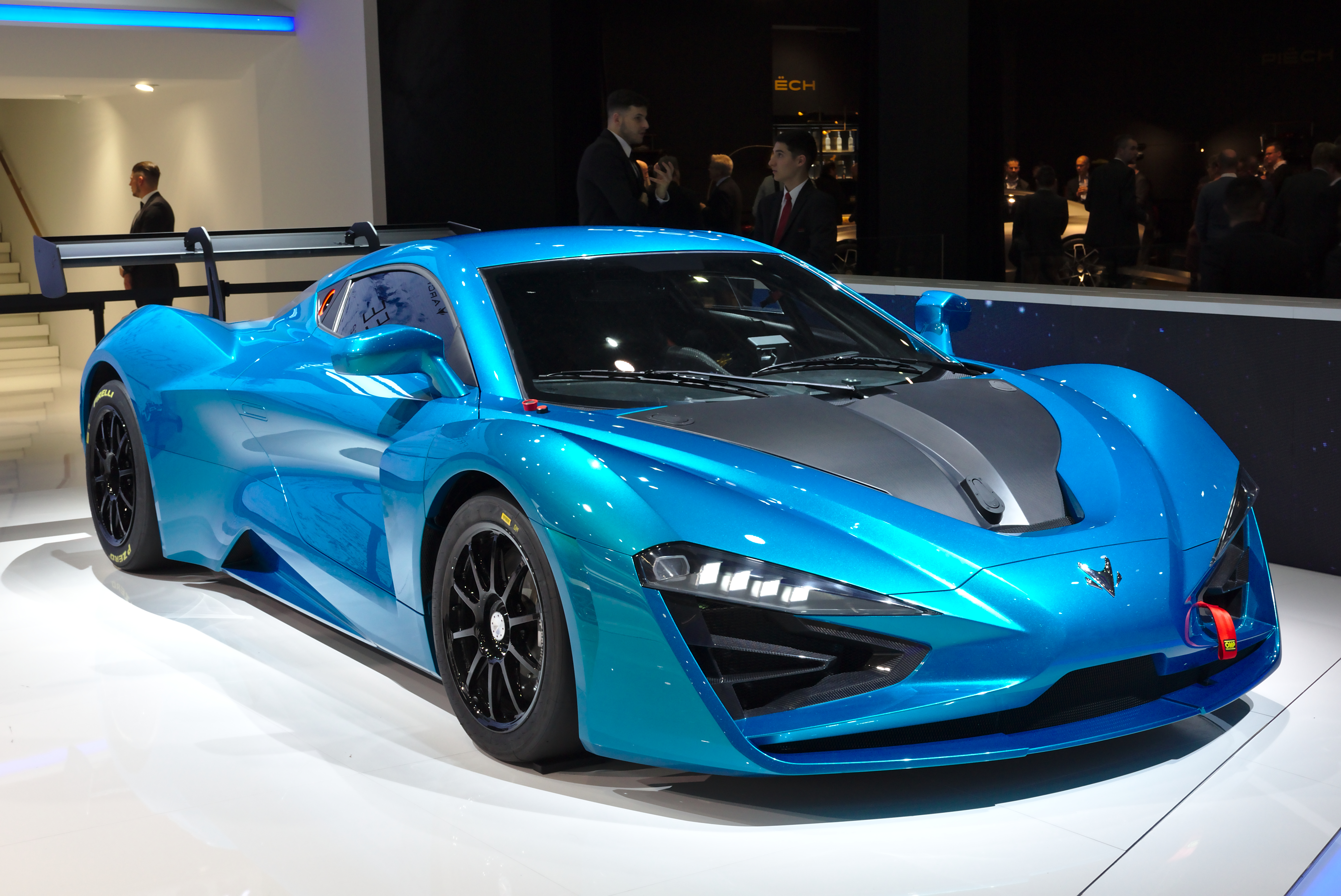
Arcfox GT Track

Arcfox ist eine Automarke aus der Volksrepublik China.

## Markengeschichte
Der Konzern Beijing Automotive Group aus Peking beschloss die Einführung dieser Automarke als Luxusmarke. Hersteller ist die Tochtergesellschaft Beijing Electric Vehicle, kurz BJEV. Ende 2017 erfolgte die Markteinführung. Edag aus Deutschland war an der Entwicklung beteiligt. Designer ist Walter Maria de Silva.

## Fahrzeuge
Im Angebot stehen ausschließlich Elektroautos.
Als erstes Modell erschien der Arcfox Lite. Er basiert auf einem Modell von BJEV, war aber preislich höher positioniert. Der Zweisitzer ist bei einem Radstand von 1870 mm 2986 mm lang, 1676 mm breit und 1492 mm hoch. Das Leergewicht ist mit 895 kg angegeben. Ein Elektromotor mit 49 PS treibt das Fahrzeug an. Damit sind 110 km/h Höchstgeschwindigkeit möglich. Die Reichweite ist mit 170 km angegeben.
Auf dem Genfer Auto-Salon 2019 wurden drei Prototypen präsentiert: Das SUV ECF, der Sportwagen GT Street und der darauf basierende Rennwagen GT Track. Auf der englischsprachigen Internetseite der Marke wurden im Mai 2020 die Bezeichnungen ECF, GT und GT Raceedition genannt.
Im Mai 2020 wurde berichtet, dass das Serienmodell des SUV als Alpha-T in Serie geht. Das Fahrzeug ist 478 cm lang, 194 cm breit und 168 cm hoch.
Die Limousine Alpha-S wurde im Januar 2021 vorgestellt. Sie ist 493 cm lang, 194 cm breit und 160 cm hoch. Der Alpha-S hat ein oder zwei Elektromotoren. Die maximale Reichweite soll nach NEFZ 708 km betragen.
Im Januar 2023 wurde der Kompaktvan Kaola präsentiert. Der Name ist vom Koala abgeleitet.
Unterhalb des Alpha-T positioniert ist der  Alpha-T5, der im Juli 2023 vorgestellt wurde.
Eine Limousine der Mittelklasse ist der Alpha-S5. Er debütierte im August 2023. Ähnlich groß ist der Arcfox S3, der im Juni 2025 vorgestellt wurde. Im darauffolgenden Monat wurde der Kompaktwagen T1 präsentiert.

## Verkaufszahlen in China
Im Dezember 2017, dem ersten Verkaufsmonat, wurden in China 472 Fahrzeuge dieser Marke zugelassen. 2018 waren es insgesamt 588 und im Folgejahr 599. Nach 721 Fahrzeugen im Jahr 2020 folgte 2021 mit 6.009 Fahrzeugen ein starker Anstieg.
| Jahr                             |      |  | Stück |       |
| 2017                             | 2017 |  | 472   | 472   |
| 2018                             | 2018 |  | 588   | 588   |
| 2019                             | 2019 |  | 599   | 599   |
| 2020                             | 2020 |  | 721   | 721   |
| 2021                             | 2021 |  | 6.009 | 6.009 |
| Verkaufszahlen in China, Quelle: |      |  |       |       |

## Marke oder Submarke?
Einige Internetseiten stufen Arcfox als Automarke ein. In einigen anderen Berichten fällt der Begriff Submarke.